# Nero (nombre)
Nero es un nombre propio masculino de origen sabino, lengua hablada por el pueblo sabino, pobladores de la península itálica anteriores a la expansión de los romanos. Fue conocido en la Antigua Roma como el cognomen —nombre de familia— de la gens a la que pertenecieron los primeros emperadores. Su significado se relaciona con fuerte, valiente, vigoroso o poderoso.
En Italia se utiliza como hipocorístico del nombre Rainiero. Además, en italiano, Nero es la palabra utilizada para designar al color negro. Otro origen señalado para Nero es el hebreo, cuya interpretación es león. Algunos etimólogos señalan su procedencia en la raíz neo- del griego antiguo, la cual significa nuevo.

## Historia
Nero, debido a los adjetivos deseables que significaba en sabino, fue el cognomen adoptado por los pater familias de una de las ramas de la familia de patricios de la gens Claudia. Los miembros de esta rama ocuparon las más altas cotas de poder entre la República romana y el Imperio Romano, como generales y cónsules, y conformaron la primera dinastía de emperadores: la dinastía Julio-Claudia.
Entre los que portaron en algún momento de sus vidas el cognomen de Nero, se encuentran los emperadores Tiberio (Tiberius Claudius Nero) y Claudio (Tiberius Claudius Drusus Nero). Destaca también el héroe romano Germánico, general y cónsul muy popular fallecido a los 33 años de edad, hijo adoptivo y heredero del emperador Tiberio y hermano de Claudio, cuyo nombre de nacimiento fue Nero Claudius Drusus, al igual que su padre biológico, el cónsul y militar Druso el mayor.
El último miembro de la dinastía Julio-Claudia fue Lucio Domicio Enobarbo, nieto de Germánico, quien fue adoptado por su tío-abuelo, el emperador Claudio, el cual le otorgó el nombre de Nero Claudius Caesar Augustus Germanicus al designarle heredero al trono, pasando a la historia como el emperador Nerón.

## Variantes
- Diminutivo: Carece
- Relacionados: Neo, Rainiero, Rainer, Rain, Rainar, Ragnar.

### Variantes en otros idiomas
| Español      | Nero |
| luxemburgués | Neer |